# Ламбрихтс, Пол
Пол Раймон Ламбрихтс (нидерл. Paul Raymond Lambrichts; род. 16 октября 1954, Ланклаар, Лимбург) — бельгийский футболист.

## Карьера

### Клубная
За свою карьеру играл в ряде мелких команд, однако отметился преимущественно выступлениями за бельгийские «Беверен» и «Стандард».

### В сборной
За сборную Бельгии провёл 5 игр. Участник чемпионата Европы 1984 года.

## Достижения
- Чемпион Бельгии (2): 1979, 1984
- Победитель Кубка Бельгии (2): 1978, 1983
- Победитель Суперкубка Бельгии (2): 1979, 1984